# Adolf Köster
Adolf Köster (født 8. marts 1883 i Verden, død 18. februar 1930 i Beograd) var en tysk politiker (SPD) og diplomat.
Adolf Köster voksede op i Kappel og var siden ungdommen medlem af SPD. Han læste indtil 1912 ved Münchens Tekniske Universitet , og arbejdede herefter ved SPD's partiavis Vorwärts som freelance journalist.
Efter Novemberrevolutionen i 1918 tog han en stilling i det preussiske statsministerium, og herfra skiftede han i 1919 til Rigskancelliet. I maj 1919 blev han statskommissær i det slesvigske afstemningsområde.
Koster var fra 10. april til 8. juni 1920 udenrigsminister i Weimarrepublikken i kansler Hermann Müllers koalitionsregering, hvori SPD, Zentrum og DDP indgik. I kansler Joseph Wirths anden regering (Zentrum, SPD, DDP) fra 26. oktober 1921 var Köster indtil 14. nvember 1922 indenrigsminister. I 1928 blev han ambassadør i Beograd.

## Udgivne bøger
- Fort mit der Dolchstoßlegende! Warum wir 1918 nicht weiterkämpfen konnten. Berlin: Verlag für Politik und Wissenschaft, 1922.
- Mit den Bulgaren. Kriegsberichte aus Serbien und Mazedonien. Verlag Albert Langen, München, 1916. 148 S.
- Wandernde Erde. Kriegsberichte aus dem Westen. Verlag Albert Langen, München, 1917. 133 S.

## Eksterne links
- Biografi på Das Bundesarchiv